# جایزه فیلم ایندیپندنت بریتانیا برای بهترین فیلم مستقل بریتانیایی
جایزه فیلم ایندیپندنت بریتانیا برای بهترین فیلم مستقل بریتانیایی (انگلیسی: British Independent Film Award for Best British Independent Film)، جایزه‌ای سالانه است که توسط جوایز فیلم ایندیپندنت بریتانیا (BIFA) برای تجلیل از بهترین فیلم مستقل بریتانیایی اهدا می‌شود. این جایزه از سال ۱۹۹۸ آغاز شد و اولین برنده آن فیلم درام رمانتیک «نام من جو است» به کارگردانی کن لوچ بود. برنده کنونی این جایزه (تا سال ۲۰۲۳) فیلم درام «همه ما غریبه‌ها» به کارگردانی اندرو هیگ است.